# Chalk (Kent)
Pour les articles homonymes, voir Chalk.
Chalk est un village et une paroisse civile anglaise situé dans le comté du Kent.